# Caulibugula annulata
Caulibugula annulata is een mosdiertjessoort uit de familie van de Bugulidae. De wetenschappelijke naam van de soort is voor het eerst geldig gepubliceerd in 1879 door Maplestone.